# Aeroporto Internazionale di Teheran-Mehrabad

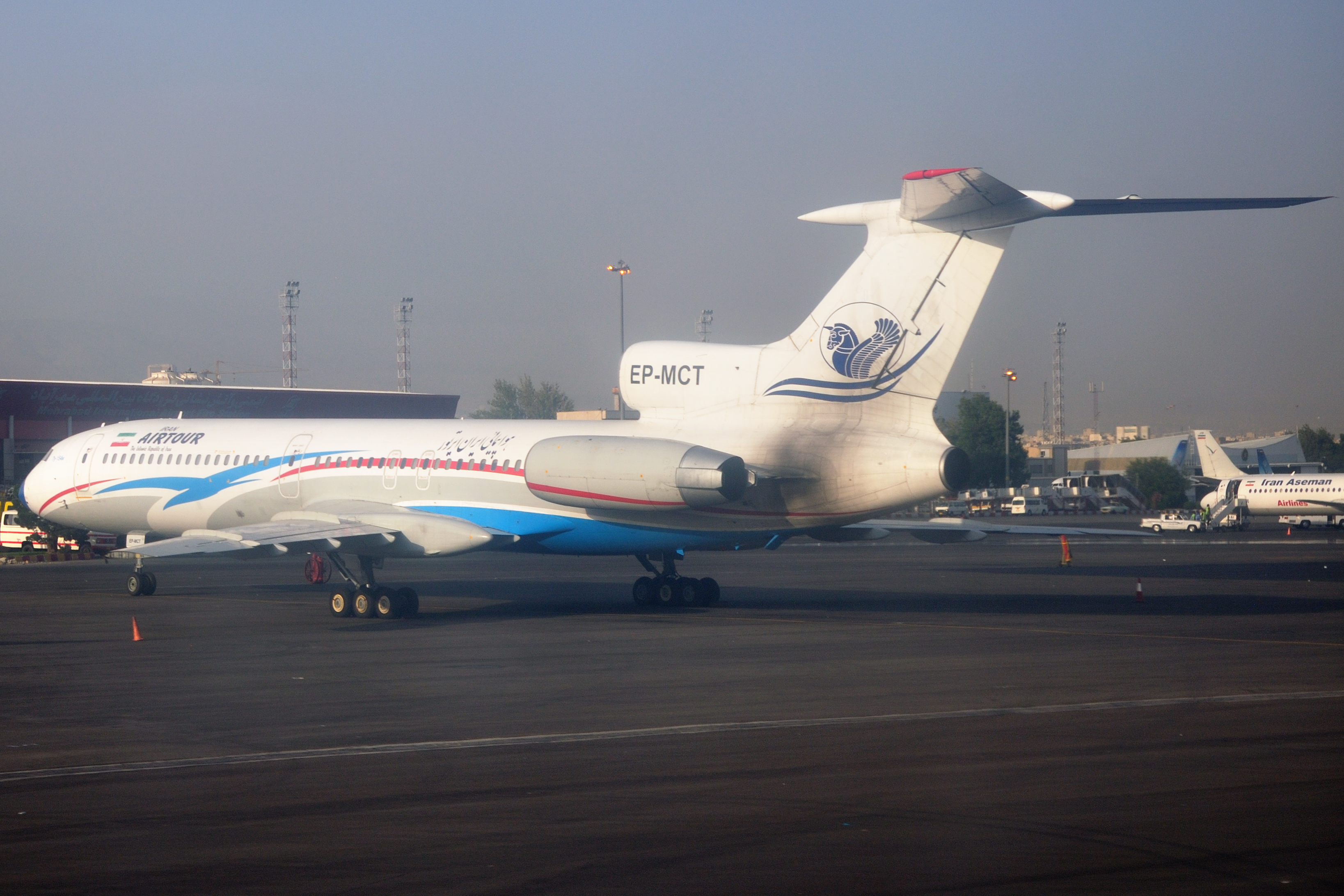
Tupolev Tu-154M nella livrea della russa Vladivostok Avia in leasing nella Iran Air Tours.

L'Aeroporto Internazionale di Mehrabad è situato presso Teheran, Iran. Era l'aeroporto principale di Tehran, fino a quando, nel 2008, è stato sostituito dall'Aeroporto Internazionale Imam Khomeini. Un tempo ospitava voli internazionali nei terminal 1 e 2 mentre un terzo terminal aveva la funzione di ospitare i voli interni. Attualmente è utilizzato solamente per voli interni e per la sua eccessiva vicinanza alla città si sta discutendo un eventuale demolizione. L'aeroporto fu costruito negli anni cinquanta.

## Aeroporti di Teheran
- Aeroporto Internazionale Imam Khomeini